# 雍門周
雍門周， （？—？）戰國時期齊國琴師，姓氏不詳，名周，因其居住在齊國的首都西門，當時稱「雍門」，故以為號，亦稱雍門子或雍門子周。
據說，其通過說詞使孟嘗君泫然，然後引琴而鼓之，使孟嘗君聞琴而墜淚。一說他是最早發明琴譜的人。